# Søren Sørensen (Organist)
Søren Ole Sørensen (* 29. September 1920 in Kopenhagen; † 20. November 2001 ebenda) war ein dänischer Cembalist, Organist, Musikwissenschaftler und Hochschullehrer.

## Leben
Søren Sørensen sang als Junge im Københavns Drengekor. Er studierte vor allem bei dem Organisten Finn Viderø. 1943 legte er das Organistenexamen ab und graduierte 1945 mit einem Magister in Musikwissenschaft.

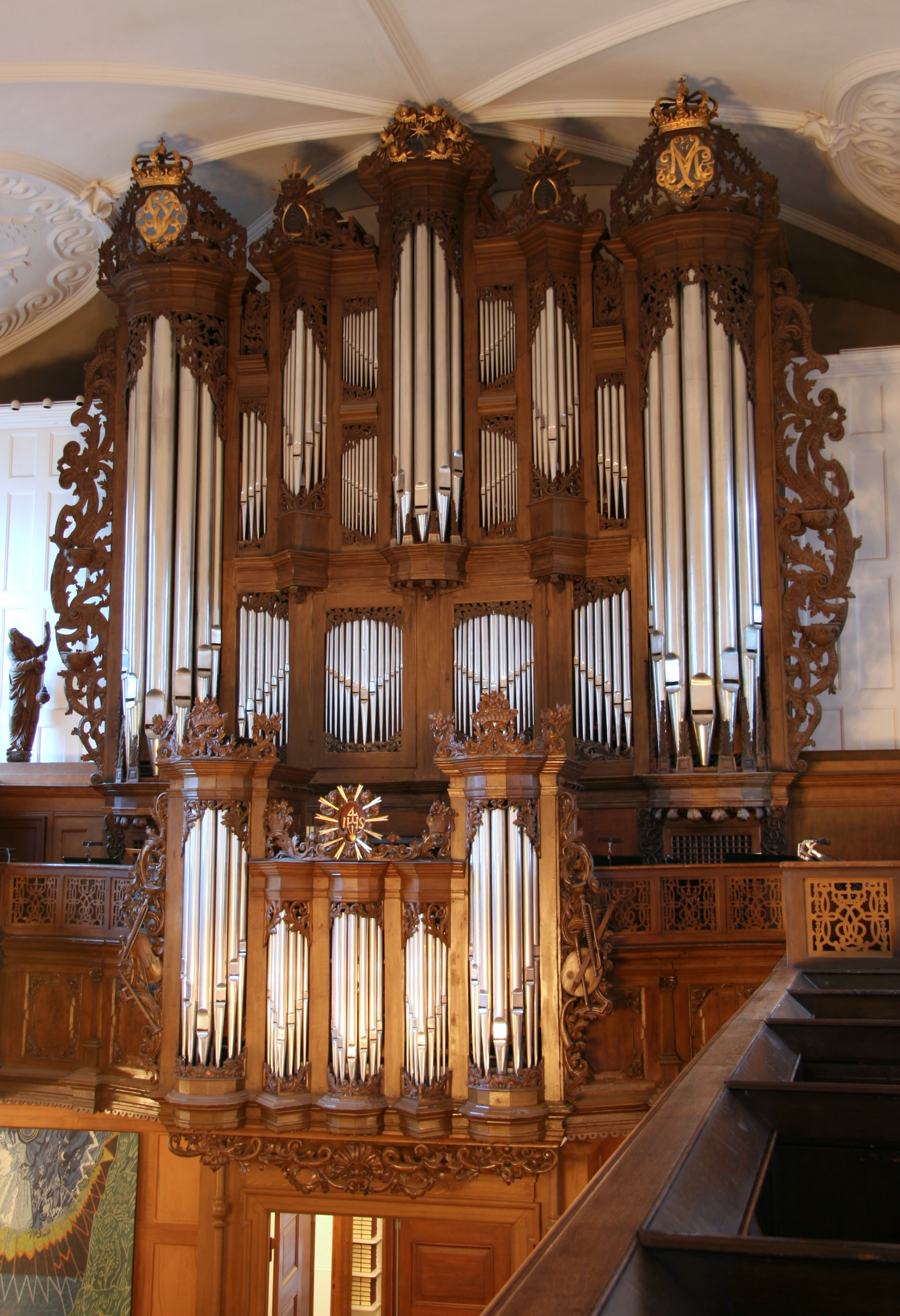
Orgel der Holmens Kirke

1944 war er Mitgründer des Kammerorchesters Collegium Musicum, in dem er Cembalo spielte. Als Nachfolger von Knud Jeppesen wurde er 1947 Organist an der  Holmens Kirke in Kopenhagen. Mit dem von Sørensen angeregten Bau der heutigen Orgel von Marcussen & Søn erhielt die Kirche 1956 ein am barocken Ideal orientiertes Instrument.
1958 wurde Sørensen zum Professor für Musikwissenschaft an der Universität Aarhus berufen, seine Habilitationsschrift behandelte Dietrich Buxtehudes vokale Kirchenmusik. In den Jahren 1967 bis 1971 amtierte er als Rektor der Universität. Er war Vorstandsvorsitzender des dänischen staatlichen geisteswissenschaftlichen Forschungsrats (Statens Humanistiske Forskningsråd) sowie der dänischen Organisten- und Kantoren-Vereinigung. Sørensen wurde in den 1960er Jahren als Teilnehmer der Fernsehsendung Spørg Århus bekannt, die live aus dem studentischen Musikclub Stakladen ausgestrahlt wurde.

## Auszeichnungen
- Dannebrogorden
  - 1966: Ritter
  - 1972: Ritter I. Klasse
  - 1978: Kommandeur
- 1972: Buxtehude-Preis der Hansestadt Lübeck[2]
- 1982: Béla-Bartók-Medaille

## Werke
- Kirkens liturgi. 1952, 2. Aufl. 1969.
- Diderich Buxtehudes vokale kirkemusik: studier til den evangeliske kirkekantates udviklingshistorie. 1958.
- Das Buxtehudebild im Wandel der Zeiten. Lübeck 1972.